# Pavla Lidmilová
Pavla Lidmilová (Zlín, 2 de fevereiro de 1932 – 25 de janeiro de 2019) foi uma crítica literária e tradutora tcheca.
Formou-se em filologia tcheca e espanhola na Faculdade de Letras da Universidade Carolina em Praga. Em 1959 começou a trabalhar na Radiodifusão Tchecoslovaca, entrando em contato com o português. Entre 1969 e 1992 trabalhou no Gabinete da Filologia Moderna e no Instituto de Literatura Tcheca e Universal, da Academia de Ciências Tchecoslovaca, onde se dedicou ao estudo das literaturas de língua portuguesa. Recebeu distinção pelo seu trabalho em diversas ocasiões: em 2005 fez jus ao Prêmio Estatal de Tradução Literária, por uma antologia de poemas de Eugénio de Andrade. Em Portugal, recebeu a Ordem do Infante D. Henrique, grau de comendador, e no Brasil, a Ordem de Rio Branco, grau de cavaleiro.
Desde o início da sua atividade como tradutora e intérprete das literaturas lusófonas, Pavla Lidmilová, com rara sensibilidade, introduziu ao público tcheco importantes obras, muitas vezes em antecipação a outros países. Publicou, já em 1968, com Josef Hiršal antologia de poesia de Fernando Pessoa, assim como iniciou a tradução de contos de Murilo Rubião, ainda antes do seu amplo reconhecimento no Brasil.
Além desses autores, Pavla Lidmilová traduziu obras de João Guimarães Rosa, Clarice Lispector, José Cardoso Pires, Luís de Camões, Érico Veríssimo, José Luandino Vieira, Graciliano Ramos, Lygia Fagundes Telles, Mário de Sá-Carneiro, Darcy Ribeiro, Nuno Júdice, Rubem Fonseca, Eduardo Lourenço, Moacyr Scliar, Eugénio de Andrade, Sérgio SantʼAnna e João Antônio. Graduada em Letras Tcheco-Espanhol pela Universidade Carolina, tornou-se reconhecida por traduzir obras luso-brasileiras para a língua tcheca, principalmente livros de Lygia Fagundes Telles, Guimarães Rosa, Murilo Rubião e Paulo Coelho. Faleceu em janeiro de 2019.